# Ускова, Яна Викторовна
Яна Викторовна Уско́ва (род. 28 сентября 1985 года, Майкоп, СССР) — российская гандболистка, правый крайний турецкого клуба «Кастамону», бывший игрок национальной сборной России, заслуженный мастер спорта России.
В сборной России — с 2004 года. Чемпионка мира 2005 и 2007 годов. Серебряный призёр Олимпийских игр 2008 года.

## Достижения
- 2-кратная чемпионка мира (2005, 2007).
- Серебро на летних Олимпийских играх 2008 года.
- Бронзовый призёр чемпионата России (2013).
- Обладательница Кубка России (2014).
- 3-кратная чемпионка Европы и мира в составе юношеских и молодёжных сборных России.
- Обладательница Суперкубка России (2014).

## Награды и звания
- Заслуженный мастер спорта России
- Медаль ордена «За заслуги перед Отечеством» II степени — За большой вклад в развитие физической культуры и спорта, высокие спортивные достижения на Играх XXIX Олимпиады 2008 года в Пекине (2009)[1]